# Campeonato Mundial de Esquí Alpino de 2009
El XL Campeonato Mundial de Esquí Alpino se celebró en la localidad alpina de Val d’Isère (Francia) entre el 30 de enero y el 15 de febrero de 2009 bajo la organización de la Federación Internacional de Esquí (FIS) y la Federación Francesa de Esquí.
Participaron 504 esquiadores (300 hombres y 204 mujeres) de 73 países miembros de la FIS.

## Resultados

### Masculino
| Evento                  | Oro                                    | Plata                              | Bronce                                 |
| ----------------------- | -------------------------------------- | ---------------------------------- | -------------------------------------- |
| Descenso (07.02)        | John Kucera · Canadá · 2:07,01         | Didier Cuche · Suiza · 2:07,05     | Carlo Janka · Suiza · 2:07,18          |
| Eslalon (15.02)         | Manfred Pranger · Austria · 1:44,17    | Julien Lizeroux Francia 1:45,48    | Michael Janyk · Canadá · 1:45,70       |
| Eslalon gigante (13.02) | Carlo Janka · Suiza · 2:18,82          | Benjamin Raich · Austria · 2:19,53 | Ted Ligety Estados Unidos 2:19,81      |
| Supergigante (04.02)    | Didier Cuche · Suiza · 1:19,41         | Peter Fill · Italia · 1:20,40      | Aksel Lund Svindal · Noruega · 1:20,43 |
| Supercombinada (09.02)  | Aksel Lund Svindal · Noruega · 2:23,00 | Julien Lizeroux Francia 2:23,90    | Natko Zrnčić-Dim · Croacia · 2:24,58   |

### Femenino
| Evento                  | Oro                                 | Plata                                       | Bronce                                 |
| ----------------------- | ----------------------------------- | ------------------------------------------- | -------------------------------------- |
| Descenso (09.02)        | Lindsey Vonn Estados Unidos 1:30,31 | Lara Gut · Suiza · 1:30,83                  | Nadia Fanchini · Italia · 1:30,88      |
| Eslalon (14.02)         | Maria Riesch · Alemania · 1:51,80   | Šárka Záhrobská · República Checa · 1:52,57 | Tanja Poutiainen · Finlandia · 1:52,89 |
| Eslalon gigante (12.02) | Kathrin Hölzl · Alemania · 2:03,49  | Tina Maze Eslovenia 2:03,58                 | Tanja Poutiainen · Finlandia · 2:04,03 |
| Supergigante (03.02)    | Lindsey Vonn Estados Unidos 1:20,73 | Marie Marchand-Arvier Francia 1:21,03       | Andrea Fischbacher · Austria · 1:21,13 |
| Supercombinada (06.02)  | Kathrin Zettel · Austria · 2:20,13  | Lara Gut · Suiza · 2:20,69                  | Elisabeth Görgl · Austria · 2:21,01    |

## Medallero
| Núm. | País            | Oro | Plata | Bronce | Total |
| ---- | --------------- | --- | ----- | ------ | ----- |
| 1    | Suiza           | 2   | 3     | 1      | 6     |
| 2    | Austria         | 2   | 1     | 2      | 5     |
| 3    | Estados Unidos  | 2   | 0     | 1      | 3     |
| 4    | Alemania        | 2   | 0     | 0      | 2     |
| 5    | Canadá          | 1   | 0     | 1      | 2     |
|      | Noruega         | 1   | 0     | 1      | 2     |
| 7    | Francia         | 0   | 3     | 0      | 3     |
| 8    | Italia          | 0   | 1     | 1      | 2     |
| 9    | Eslovenia       | 0   | 1     | 0      | 1     |
|      | República Checa | 0   | 1     | 0      | 1     |
| 11   | Finlandia       | 0   | 0     | 2      | 2     |
| 12   | Croacia         | 0   | 0     | 1      | 1     |
|      | TOTAL           | 10  | 10    | 10     | 30    |